# Lærdalsøyri
Lærdalsøyri eller Lærdalsøren er en by og administrationscenteret i Lærdal kommune i Vestland fylke i Norge. Byen har 1.119 indbyggere 2017  men 1.308 mennesker hører til sognet Lærdalsøyri hvis man medtager de nærliggnende grundkredse Hauge og Erdal. Hele kommunen/dalen har 2.219 indbyggere (okt. 2010).
Lærdal Sjukehus ligger på Lærdalsøyri. Sygehuset er lokalsygehus for syv kommuner i Sogn. I tilknytning til sygehuset ligger også Sogn Lokalmedicinske senter. Disse er Lærdals største arbejdsplads med cirka 160 ansatte.
Lærdalsøyri er et lokalt handelscenter. Her ligger kommuneadministrationen for Lærdal kommune. Flere mellemstore bygningsentreprenører er lokalisert til Lærdalsøyri, samt noget treæindustri. På Lærdalsøyri ligger også administrationen for Lærdal Energi og AKRAFT AS samt Nasjonalt Transportløyveseksjon og Vegtrafikksentralen Vest.
Lærdalsøyri er en gammel handelsplads med en historie tilbage til middelalderen. Stedet var også et centralt administrationssted og et knudepunkt mellem øst og vest. Centralt på Øyri ligger derfor et af de mest værdifulde bymiljøer i Norge, Gamle Lærdalsøyri, som er et fredet træhusmiljø fra 17- og 1800-tallet med op mod 170 bygninger i blandt andet schweizerstil. Hvert sommer arrangeres Lærdalsmarknaden her, et friluftsmarked som er omkring 500 år gammelt. Markedet er i vor tid blevet udvidet med et høstmarked og fra 2014 også et julemarked.
I 1838 blev det foreslået at gøre Lærdalsøyri til by, ved at give stedet status som ladested. I 1841 var planerne klare for en kvadratur som gik fra Lærdalsfjorden, en arm af Sognefjorden, til omtrent der hvor Hauge kirke står i dag. I 1842 vedtog regeringen at give Lærdal bystatus, sammen med Haugesund og Namsos. Alle tre steder blev afvist i Odelstinget for at afvente en liberalisering af handelslovgivningen. Lærdal diskuterede en ny ansøgning i 1850-erne.

## Bybranden i 2014
Klokken 22.53 lørdag 18. januar 2014 blev det meldt at et bolighus stod i brann i gaden Kyrkjeteigen. Branden spredte sig hurtigt i stærk vind og fik karakter af en bybrand. Den krævede ingen menneskeliv, men ødelagde 42 bygninger, heraf 17 bolighuse og en fredet bygning.
| Citat | Reporter Uglum [NRK Sogn og Fjordane] viser det som et inferno af flammer, røg og gnister. «Når vinden står på driver det store skurar av brennande gjenstandar og glør nedover som gjer at det tek fyr i nye hus. Det er forferdeleg å seie det, men det er i retning Lærdal sentrum brannen spreier seg», fortæller Uglum. | Citat |
|       | |       |

## Galleri
- Naustrækken ved Lærdalsfjorden.
Foto: C. Hill, 2012
- Ned Øyragata.
Foto: Frode Inge Helland
- Sanden Pensionat på Gamle Lærdalsøyri.
Foto: Frode Inge Helland
- Opp Øyragata.
Foto: Frode Inge Helland
- Den gamle bank, senere kulturbank, i nyklassisistisk stil.
Foto: Frode Inge Helland
- Hauge Kirke ligger på Lærdalsøyri.
Foto: C. Hill, 2012
- Synneva Eris hus, billede taget ca. 1920, en af fire bygninger som brændte ned i det fredede område under storbranden i 2014, og det eneste som var fredet.
- Lærdalsøyri med Hauge kirke 1880-1887.
Foto: Marthinius Skøien (Nasjonalbiblioteket)